# 今川河童站
今川河童站（日语：／ Imagawa-Kappa eki */?）是位於福岡縣行橋市大字流末1380番2號，平成筑豐鐵道的田川線車站。車站編號為HC28。
車站取自鄰接此站的今川中河童傳説。
總部位於山口縣周南市的保險「保險廣場」其營運公司「國際貿易株式會社」取得此站的命名權。在2009年4月1日，此站愛稱為保險廣場夢鎮行橋店 今川河童站。截至2020年4月，契約終結，取消了愛稱。

## 歷史
- 1990年（平成2年）10月1日 - 車站啟用。
- 2009年（平成21年）4月1日 - 此站加設副站名（愛稱）。

## 車站構造
車站是一座地面車站，設有1面1線的單式月台。此站是無人車站。

## 使用狀況
- 在2018年度，1日平均上落車人次為93人[1]。
- 在2019年度，1日平均上落車人次為80人[1]。

## 車站周邊
車站周邊設有許多與河童有關的設施。
- 福岡縣道34號行橋添田線（日语：福岡県道34号行橋添田線）
- 東九州自動車道
  - 今川停車區/智能交匯處、行橋今川停車區
- 今川
- 閃亮星幼稚園
- 行橋今川郵局
- Daily YAMAZAKI（日语：デイリーヤマザキ）行橋流末店

## 相鄰車站
平成筑豐鐵道
田川線
美夜古泉（HC29）－今川河童（HC28）－豐津（HC27）

## 注腳
1. 1 2 3  鉄道を未来につなぐために（令和元年度版） ︳ へいちくネット（平成筑豊鉄道）（日語） 各站上落人次調査結果

## 外部連結
- 今川河童站（页面存档备份，存于）（日語）（平成筑豐鐵道沿線情報網站）